# FUJI Retromobile Museum & Air Museum
FUJI Retromobile Museum & Air Museum（フジレトロモビルアンドエアーミュージアム）は、山梨県南都留郡鳴沢村富士桜高原内にある自動車および航空機の博物館。旧名称は「河口湖自動車博物館・飛行舘」。

## 概要
原田信雄が私費を投じて設立した博物館で、毎年8月の1ヶ月間だけ開館する。博物館は自動車館と飛行舘からなり、自動車館では黎明期から2000年代までの自動車が、飛行舘では旧日本軍の軍用機・発動機を中心に展示されている。2025年、旧来の「河口湖自動車博物館・飛行舘」から現在の名称に変更。

### 自動車館
1880年代から1950年代までの自動車が展示されているホールAと、それ以降の自動車が展示されているホールBに分かれている。

### 飛行舘
博物館ではこれまでに4機の零式艦上戦闘機が復元され、そのうち3機が展示されている（1機は靖国神社遊就館に寄贈）。これ以外にも一式陸上攻撃機、一式戦闘機、彩雲などの機体や、栄、熱田などの発動機が展示されている。